# آیس کافی

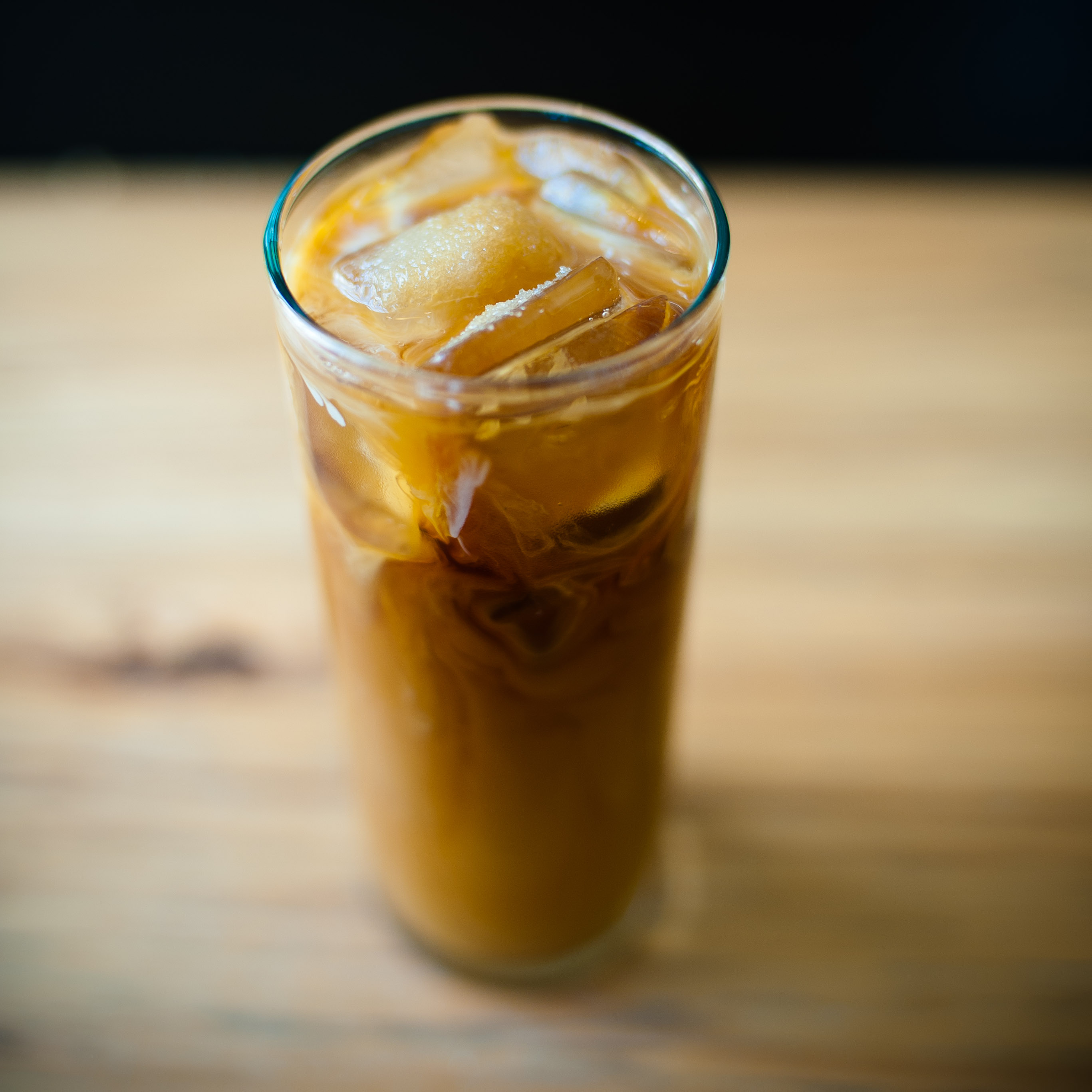
یخ قهوه به سبک کیوتو سرو می‌شود. آب با دمای اتاق به مدت ۸ ساعت روی قهوه آسیاب‌شده چکانده می‌شود و سپس روی یخ رقیق می‌شود.

آیس کافی (از انگلیسی: Ice coffee، به معنی «قهوهٔ یخی») یا کافه گلاسه (از فرانسوی: café glacé‎) یا یخ‌قهوه (مصوب فرهنگستان زبان و ادب فارسی) یک نوشیدنی قهوهٔ سرد است مانند کافه موکا و کافه لاته.

## در کشورها

### تایلند
در تایلند این نوشیدنی با قهوه سیاه و شیرین، خامه غلیظ و هل سبز تهیه می‌شود. آیس کافی تایلندی گاهی با خامه فُرم‌گرفته و کمی پودر دارچین یا بادیان و وانیل سرو می‌شود. این نوشیدنی در رستوران‌های تایلندی بعد از غذاهای تند سفارش داده می‌شود و طرفدار دارد.